# Directori de Personal (Israel)
El Directori de Personal (en hebreu: אגף כוח אדם) (Agaf Koach Adam) anteriorment anomenat directori de recursos humans, és el departament de les FDI que coordina i aplega les activitats relacionades amb el control dels recursos humans i el seu desplegament. Dissenya els seus plans amb aquest proposit per al Directori de Planificació, i ajuda a determinar les condicions i habilitats per al servei de cada membre de les FDI. Pertany a la Caserna General de les FDI. El seu comandant és Hagai Topolanski.

## Unitats
El Directori de Personal està dividit en set cossos, unitats i brigades que estan directament subordinades al Directori, així com nombroses unitats, batallons, brigades i altres sub-unitats.
- Cos de la Policia Militar
- Cos d'Educació i Joventut
- Cos Auxiliar
- Conselleria d'afers de la dona
- Cos General i Plana Major
- Brigada de Planificació i Administració de Personal
- Unitat militar Meitav
- Recursos Humans i Sector Individual

## Comandants
Aquesta es una llista dels comandants del Directori. Tots ells varen acabar els seus serveis amb el rang de General (Aluf) malgrat que alguns van assumir el càrrec amb un rang mes baix. La llista inclou al comandant del Haganà Moshe Zadok.
- Moshe Zadok (maig 1947–1949)
- Shimon Mazah (1949 – desembre 1952)
- Zvi Zur (desembre 1952 – febrer 1956)
- Gideon Shoken (febrer 1956 – abril 1961)
- Aharon Doron (abril 1961 – juliol 1963)
- Haim Ben David (juliol 1963 – juliol 1966)
- Shmuel Eyal (juliol 1966–1970)
- Shlomo Lahat (1970–1973)
- Herzl Shapir (1973 – abril 1974)
- Moshe Gidron (abril 1974–1976)
- Raphael Vardi (1976–1978)
- Moshe Nativ (1978–1983)
- Amos Yaron (1983–1985)
- Matan Vilnai (gener 1986–1989)
- Ran Goren (1989–1992)
- Yoram Yair (1992–1995)
- Gideon Shefer (1995–1998)
- Yehuda Segev (1998–2001)
- Gil Regev (2001–2004)
- Elazar Shtern (2004–2008)
- Avi Zamir (2008–2011)
- Orna Barbivai (2011-2014)
- Hagai Topolanski (2014-)